# Marcia Clark
Marcia Rachel Clark (geboren Kleks, voorheen Horowitz; Alameda, 31 augustus 1953) is een Amerikaanse aanklager, auteur, televisiecorrespondent en televisieproducent. Ze staat bekend als de hoofdaanklager in de moordzaak van O.J. Simpson.

## Vroege leven en opleiding
Clark werd geboren als Marcia Rachel Kleks in Alameda, Californië. Haar vader is geboren en getogen in Israël en werkte als chemicus voor de FDA. Ze groeide op in een Joods gezin.  Ze heeft een zes jaar jongere broer die ingenieur werd. Vanwege de baan van haar vader bij de FDA verhuisde het gezin vele malen en woonde in Californië, New York, Michigan en Maryland.
Kleks studeerde af aan de Susan E. Wagner High School, een openbare school in de Manor Heights-sectie van Staten Island (New York. Ze studeerde aan de Universiteit van Californië - Los Angeles, waar ze in 1976 afstudeerde met een graad in politieke wetenschappen, en ze behaalde vervolgens een Juris Doctor-graad aan de Southwestern University School of Law.

## Carrière

### Advocaat
Clark werd in 1979 toegelaten tot de State Bar of California. Ze had een privépraktijk en werkte als openbare verdediger voor de stad Los Angeles voordat ze in 1981 officier van justitie werd. Ze werkte als plaatsvervangend officier van justitie voor Los Angeles County, Californië, en werd begeleid door aanklager Harvey Giss.
Clark wordt het best herinnerd als de hoofdaanklager in het proces tegen O.J. Simpson in 1995 op beschuldiging van de moord op zijn ex-vrouw Nicole Brown Simpson en Ron Goldman. Voorafgaand aan dit proces was de meest opvallende vervolging van Clark in 1991, toen ze Robert John Bardo vervolgde voor de moord op televisiester Rebecca Schaeffer. Clark zei dat de media-aandacht die ze tijdens het proces kreeg "de hel van het proces" was, en noemde zichzelf "beroemd op een manier die nogal angstaanjagend was". Clark kreeg van een juryadviseur het advies om "zachter te praten, zich zachter te kleden, pastelkleuren te dragen" als middel om haar imago te verbeteren. Vervolgens veranderde ze haar kapsel in een permanent, en de Los Angeles Times beschreef haar als eruitziend als "Sigourney Weaver, alleen professioneler". The New York Times merkte op dat "de transformatie niet helemaal naadloos verliep".

### Commentator en auteur
Clark nam ontslag bij het kantoor van de officier van justitie nadat ze de O.J. Simpson-zaak had verloren en de proefpraktijk achter zich had gelaten. Zij en Teresa Carpenter schreven een boek over de Simpson-zaak, Without a Doubt, in een deal die naar verluidt $ 4,2 miljoen waard was.
Sinds het Simpson-proces is Clark talloze keren op televisie verschenen, onder meer als "speciale correspondent" voor Entertainment Tonight. Ze deed verslag van spraakmakende processen en deed verslag van de rode loper bij prijsuitreikingen zoals de Emmy Awards. Ze was gastadvocaat in de kortstondige televisieserie Power of Attorney, en was ook te zien op Headline News (HLN), waar ze het Casey Anthony-proces analyseerde. In juli 2013 gaf Clark commentaar voor CNN op het proces tegen George Zimmerman in Florida voor de moord op Trayvon Martin. 
Clark schreef een pilotscript voor een tv-serie genaamd Borderland, waarin "een zeer donkere versie van het kantoor van de officier van justitie" centraal staat, die door FX werd gekocht maar nooit werd geproduceerd. Ze heeft true crime- artikelen geschreven voor The Daily Beast.
Clark heeft verschillende romans geschreven. Haar "Rachel Knight"-serie gaat over een officier van justitie in het kantoor van de officier van justitie in Los Angeles, en omvat Guilt by Association (2011), Guilt By Degrees (2012), Killer Ambition (2013), en De wedstrijd (2014). Guilt by Association werd in 2014 aangepast als televisiepilot voor TNT.
De serie "Samantha Brinkman" van Clark daarentegen bevat een vrouw die advocaat is. Het bevat Blood Defense (2016), Moral Defense (2016) en Snap Judgement (2017), en wordt aangepast tot een tv-serie voor NBC, mede geschreven door Clark. Clark had nooit verwacht dat ze een auteur zou worden, maar zei: "Als advocaat begreep ik al vroeg dat het vertellen van verhalen een zeer belangrijke rol speelt als je een jury toespreekt. Dus ik denk dat mijn instinct er altijd een beetje is geweest als het gaat om het weven van een verhaal." Ze las als kind Nancy Drew en The Hardy Boys en zei: "Ik ben verslaafd aan misdaad sinds mijn geboorte. Ik verzon misdaadverhalen toen ik een 4- of 5-jarig kind was."

## In de populaire cultuur
In augustus 2013 verscheen Clark als advocaat Sidney Barnes in de aflevering van Pretty Little Liars, " Now You See Me, Now You Don't ".
In 2015 werd Clark geparodieerd in de sitcom Unbreakable Kimmy Schmidt in de vorm van het personage "Marcia", verondersteld Marcia Clark te zijn, nu in een relatie met "Chris" Darden, gespeeld door Tina Fey. Fey werd voor de rol genomineerd voor een Primetime Emmy Award voor beste gastactrice in een comedyserie.
Clark verschijnt in de documentaireminiserie O.J.: Made in America uit 2016. Ze wordt gespeeld door Sarah Paulson in de televisieserie The People v. O.J. Simpson: American Crime Story, waarin het proces tegen O.J. Simpson centraal staat. Paulsons optreden als Clark kreeg veel bijval en ze verdiende een Primetime Emmy Award en een Golden Globe Award voor de rol. Clark woonde de Emmy Awards bij met Paulson op 18 september 2016. Katey Rich schreef in Vanity Fair dat de serie Clark positioneert als een "feministische held".
In 2019 verscheen Clark in de 18e seizoensfinale van Gordon Ramsays realityserie Hell's Kitchen als vip-gastdiner voor de winnaar en seizoen-zes-veteraan Ariel Contreras-Fox.

## Privéleven
Toen Clark 17 jaar oud was, werd ze verkracht tijdens een reis naar Eilat, Israël. Ze heeft gezegd dat het een ervaring was waar ze pas veel later last van kreeg, en dat het heeft beïnvloed waarom ze officier van justitie werd.
In 1976 trouwde Clark met Gabriel Horowitz, een Israëlische professionele backgammonspeler die ze ontmoette toen ze studenten waren aan de UCLA. Ze kregen een "Tijuana-scheiding" in 1980, en hadden geen kinderen. Horowitz was kort in het nieuws nadat hij tijdens het O.J. Simpson-proces toplessfoto's van Clark aan de National Enquirer had verkocht.
In 1980 trouwde Clark met haar tweede echtgenoot, Gordon Clark, een computerprogrammeur en systeembeheerder die werkzaam was bij de Scientology Kerk. Ze scheidden in 1995 en kregen twee zonen, geboren rond 1990 en 1992. Gordon voerde tijdens een voogdijhoorzitting tijdens het Simpson-proces aan dat hij de volledige voogdij over hun kinderen zou moeten krijgen vanwege de lange uren die Marcia voor het proces doorbracht.
Clark beschouwt zichzelf niet langer als een religieus persoon, hoewel ze joods is opgevoed en haar eerste huwelijk een conservatief-joodse ceremonie was. Ze was lid van de Scientology Kerk, maar is er sinds 1980 niet meer mee verbonden.
Ze woont in Calabasas, Californië.

### Non-fictie
- Zonder twijfel met Teresa Carpenter (1997). Viking pers.ISBN 978-0-670-87089-9

### Rachel Knight-serie
- Schuld door vereniging (2011). Mulholland-boeken.ISBN 978-0-316-12951-0
- Schuld door graden (2012). Mulholland-boeken.ISBN 978-0-316-12953-4
- Killer-ambitie (2013). Mulholland-boeken.ISBN 978-0-316-22094-1
- De wedstrijd (2014). Mulholland-boeken.ISBN 978-0-316-22097-2
- Als ik dood ben: A Rachel Knight Story (2012). Mulholland-boeken. Digitaal.
- Problemen in het paradijs: een verhaal van Rachel Knight (2013). Mulholland-boeken. Digitaal.

### Samantha Brinkman-serie
- Bloedverdediging (2016). Thomas &amp; Mercer.ISBN 978-1-503-93619-5
- Morele verdediging (2016). Thomas & Mercer.ISBN 978-1-503-93977-6
- Snel oordeel (2017). Thomas & Mercer.ISBN 978-1-542-04599-5
- Laatste oordeel (2020). Thomas & Mercer.ISBN 978-1-542-09117-6

- Bibliothèque nationale de France: cb16582291p (data)
- Gemeinsame Normdatei: 120547945
- International Standard Name Identifier: 0000 0001 1449 3115
- Library of Congress Control Number: no95057585
- Bibliotheek van het Japanse parlement: 032755035
- Nationale Bibliotheek van Israël: 987007259685405171
- Nederlandse Thesaurus van Auteursnamen: 338594620
- SNAC: w6rv4c0b
- Virtual International Authority File: 79438389
- WorldCat: E39PBJmHFjYFCdjMJDBQ667GpP